# Senado da Roménia
O Senado é a câmara alta do parlamento bicameral da Romênia. Tem 136 cadeiras, para as quais os membros são eleitos por voto popular direto, usando a representação proporcional de membros mistos em 43 distritos eleitorais, para cumprir mandatos de quatro anos.